# Вилла Коллоредо Мелса
Городской музей Вилла Коллоредо Мелса (итал. Museo civico Villa Colloredo Mels) — историческое здание и городской музей в городе Реканати (регион Марке, Италия). Здесь расположены городской музей с пинакотекой.

## История
Вилла существовала до XVI века и была перестроена в её нынешнем виде в XVIII веке. Лестница была построена в XVI веке. Комнаты были расписаны фресками в XVIII веке. В середине XVIII века дворец принадлежал аристократической семье Коллоредо Мельс, известной семьи, в которую входил Филиппо ди Коллоредо-Мельс. Коллоредо, который был родом из области Фриули-Венеция-Джулия, женился на графине Делии Марии Сильвестри из Чинголи. Их сын Фабио, родившийся в 1705 году, женился на графине Терезе Фламини-Античи, таким образом унаследовав семейную виллу. Последним членом семьи Коллоредо, владевшим собственностью, был бывший граф Рудольф Коллоредо, умерший в 1961 году. Вилла была приобретена муниципалитетом, и были начаты реставрационные работы. Музей был открыт в 1998 году.

## Коллекция
Археологический раздел музея содержит находки из неолитических и доримских культур, таких как культура Пицена IX века до н. э. Исторические коллекции включают предметы от древнеримского периода до эпохи Возрождения.
Четыре зала музея посвящены итальянскому поэту Джакомо Леопарди и его эпохе.
В картинной галерее представлены работы XIV—XX веков, в том числе работы Джакомо ди Николы да Реканати, Оливуччо ди Чиккарелло, Феличе Дамиани да Губбио, Людовико да Сиена, Винченцо Пагани, Лоренцо Лотто, Помаранчо, Пьера Симоне Фанелли и Бьяджо Бьяджетти. В музее есть керамика Родольфо Чеккарони. Среди наиболее ярких экспонатов коллекции — шедевры Лоренцо Лотто, такие как «Полиптих Реканати» (1508), «Благовещение Реканати», «Сан Джакомо Маджоре» и «Преображение».

## Парк
За городским музеем находится парк, история которого восходит к середине 1800-х годов. В 2011 году, после десятилетия, в течение которого парк был закрыт из-за запустения, он был вновь открыт и использовался как общественный парк. Внутри находится штаб-квартира Центра экологического образования под эгидой Всемирного фонда дикой природы.